# Melanodera xanthogramma
El yal cejiamarillo, yal cordillerano o yal andino (Melanodera xanthogramma), es una especie de ave paseriforme de la familia Thraupidae (anteriormente situada en Emberizidae), una de las dos pertenecientes al género Melanodera. Es nativo del suroeste de América del Sur. 

## Distribución y hábitat
Se distribuye a lo largo de la cordillera de los Andes desde el centro de Chile (Región de Valparaíso) y oeste de Argentina (Mendoza, Neuquén), hacia el sur hasta Tierra del Fuego y el Cabo de Hornos. Es accidental en las islas Malvinas.
Esta  especie es considerada rara en su hábitat natural de nidificación, los matorrales de altitud, cerca de la línea de árboles, entre 800 y 2500 m s. n. m., localmente más bajo en Tierra del Fuego. En los inviernos australes baja hasta el nivel del mar.

## Descripción
Mide en promedio 16 cm de longitud. Presenta dimorfismo sexual, el macho es principalmente amarillo y gris con manchas negras alrededor de la cara y el cuello, la hembra y los machos jóvenes son de un gris moteado ligeramente amarillento.
Poco se sabe acerca de su comportamiento y los hábitos de alimentación, ya que solo han comenzado a ser seriamente estudiados en los últimos años. Generalmente se les ve en parejas o en solitario.

## Sistemática

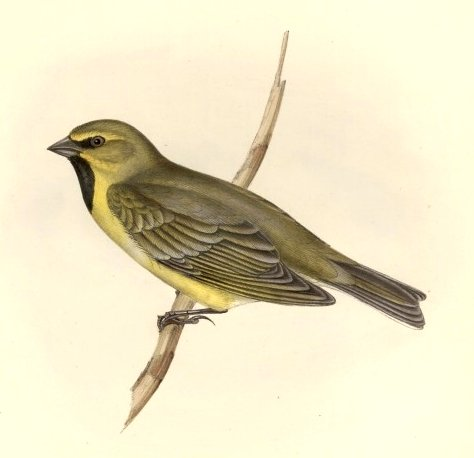
Chlorospiza xanthogramma = Melanodera xanthogramma, ilustración de Gould en The zoology of the voyage of H.M.S. Beagle, 1839.

### Descripción original
La especie M. xanthogramma fue descrita por primera vez por los zoólogos británicos John Gould y George Robert Gray en 1839 bajo el nombre científico Chlorospiza xanthogramma; su localidad tipo es: «East Falkland (isla Soledad) y Tierra de Fuego».

### Etimología
El nombre genérico femenino Melanodera tiene origen en el nombre específico melanodera que se compone de las palabras del griego «melas»: negro, y «dera» pescuezo; y el nombre de la especie xanthogramma se compone de las palabras griegas «xanthos»: amarillo, y  «grammē»: línea.

### Taxonomía
Los amplios estudios filogenéticos recientes demostraron que la presente especie es hermana de Melanodera melanodera, y el par formado por ambas es pariente próximo de Rowettia goughensis.

### Subespecies
Según las clasificaciones del Congreso Ornitológico Internacional (IOC) y Clements Checklist/eBird v.2019 se reconocen dos subespecies, con su correspondiente distribución geográfica:
- Melanodera xanthogramma barrosi Chapman, 1923 – Andes de Chile y oeste de Argentina.
- Melanodera xanthogramma xanthogramma (Gould & G.R. Gray), 1839 – Tierra del Fuego y cabo de Hornos.